# MSC Preziosa
O MSC Preziosa é um navio de cruzeiro operado pela MSC Crociere, tendo entrado ao serviço em março de 2013. Parte da Classe Fantasia, o navio é uma versão aprimorada de seus dois primeiros irmãos da classe, MSC Splendida e MSC Fantasia e idêntico ao MSC Divina.

## História
Em 4 de junho de 2010, uma carta de acordo foi assinada entre a STX France e a empresa estatal General National Maritime Transport Corporation (GNMTC), para construir um navio de cruzeiro semelhante ao Fantasia e Splendida. Nominalmente chamada de Phoenicia, a embarcação teria um aquário de tubarões de 120 t integrado ao projeto, conforme especificado por Hannibal Gaddafi, filho do líder da Líbia na época. Durante a construção, a guerra civil da Líbia eclodiu em 15 de fevereiro de 2011. Em junho de 2011, a STX France cancelou o contrato e iniciou a procura de um novo comprador do casco. Em 13 de março de 2012, a MSC anunciou um acordo para comprar o navio por 550 milhões de euros com especificações idênticas aos do MSC Divina, e que a embarcação seria renomeada para Preziosa. Um ano depois, o Preziosa foi entregue à MSC Crociere. Ele foi batizado por sua madrinha, Sophia Loren, também madrinha de seu irmão MSC Divina.

## Características
O MSC Preziosa tem 333 m de comprimento, a boca moldada de 37,92 metros e o calado a 8,45 m. Ele pode acomodar até 4363 passageiros com um complemento de 1325 tripulantes. Ele possui 13 conveses de passageiros, que contêm 1310 cabines externas e 327 cabines internas. A sua velocidade é cotada a 23 nós (43 km/h; 26 mph).
O navio tem no total 13 conveses de passageiros e 1751 cabines: 80% dos quartos têm vista para o mar, com 95% das cabines com vista para o mar e varanda. Todos os quartos estão equipados com uma cama de casal com fácil conversão em duas camas de solteiro. As comodidades-padrão incluem televisão interativa, mini-bar, cofre e ar condicionado.
As instalações públicas incluem 7 restaurantes, 20 bares, 4 piscinas, 1 pista de boliche e 1 ginásio. Um spa está localizado no convés 14. O teatro acomoda 1600 convidados. A arena desportiva oferece desportos como basquetebol, voleibol, ténis e uma pista de corrida de 235 m. A área de recreação temática dos Smurfs está localizada no convés 15, em uma área exclusiva para crianças.
O Preziosa e seu irmão Divina possuem motores de propulsão elétrica mais potentes e eficientes, alternadores mais eficientes, controles de aquecimento, ventilação, ar condicionado e resfriadores mais avançados do que seus antecessores da classe.

## Destinos
A viagem pré-inaugural começou em Saint-Nazaire e terminou em Génova. Ela cobriu Lisboa (Portugal), Cádis (Espanha), Casablanca (Marrocos), Valência (Espanha) e Marselha (França), antes de chegar ao porto de Génova (Itália), na sexta-feira, 22 de março. Entre março e outubro, o MSC Preziosa foi programado para operar cruzeiros no Mediterrâneo, a partir de Génova. 
No final de novembro de 2013, chegou a Santos, realizando embarques na cidade até o final de Março de 2014, quando retorna a Europa, desta vez, para roteiros pelo Adriático. Fez mais uma temporada no Brasil, em 2014/2015 e, desde então, vem navegando exclusivamente pela Europa. Em 2016/2017, voltou a região para embarques em Santos e Rio de Janeiro.
Navegou pelo Brasil pela última vez em 2017/2018, realizando embarques em Santos com roteiro para Salvador, na Bahia. Esteve também escalado para temporada 2020/2021, realizando mini-cruzeiros a partir de Santos e roteiros para o Prata e Nordeste a partir do Rio de Janeiro. A estação, no entanto, foi cancelada por conta da pandemia de COVID-19.
O MSC Preziosa retornou ao Brasil para temporada 2023/2024, após sua Grand Voyage de 24 noites, que teve início em Hamburgo, na Alemanha. Na temporada 2023/2024 o MSC Preziosa oferece minicruzeiros de 3 a 5 noites, com visitas alternadas a Balneário Camboriú, Porto Belo, Ilhabela, Búzios e Ilha Grande. Além disso, o navio também oferecerá roteiros de 6 noites com escalas em Ilhéus, Búzios e Rio de Janeiro, e itinerários de 7 noites visitando Montevidéu, Punta Del Leste e Buenos Aires.
Após passar a temporada 2024/2025 no Norte Europeu, retorna à América do Sul para a temporada 2025/2026, realizando temáticos, mini-cruzeiros e roteiros ao Prata. Já em 2026/2027, deve seguir navegando pelo continente europeu durante o inverno, realizando roteiros para Alemanha, Holanda, Inglaterra e Bélgica. 